# Liste der Bodendenkmäler in Neusäß
Auf dieser Seite sind die Bodendenkmäler in der schwäbischen Stadt Neusäß zusammengestellt. Diese Tabelle ist eine Teilliste der Liste der Bodendenkmäler in Bayern. Grundlage ist die Bayerische Denkmalliste, die auf Basis des Bayerischen Denkmalschutzgesetzes vom 1. Oktober 1973 erstmals erstellt wurde und seither durch das Bayerische Landesamt für Denkmalpflege geführt wird. Die folgenden Angaben ersetzen nicht die rechtsverbindliche Auskunft der Denkmalschutzbehörde.

## Bodendenkmäler der Gemeinde Neusäß

### Bodendenkmäler in der Gemarkung Aystetten
| Lage                 | Objekt                                                                           | Akten-Nr.     | Bild |
| -------------------- | -------------------------------------------------------------------------------- | ------------- | ---- |
| Aystetten (Standort) | Trichtergruben vor- und frühgeschichtlicher oder mittelalterlicher Zeitstellung. | D-7-7530-0069 |      |

### Bodendenkmäler in der Gemarkung Hainhofen
| Lage                 | Objekt | Akten-Nr.     | Bild |
| -------------------- | --- | ------------- | ---- |
| Hainhofen (Standort) | Trichtergruben vor- und frühgeschichtlicher oder mittelalterlicher Zeitstellung.                                | D-7-7630-0006 |      |
| Hainhofen (Standort) | Mittelalterliche und frühneuzeitliche Befunde im Bereich des Schlosses.                                         | D-7-7630-0033 |      |
| Hainhofen (Standort) | Siedlung vorgeschichtlicher Zeitstellung.                                                                       | D-7-7630-0034 |      |
| Hainhofen (Standort) | Straße der römischen Kaiserzeit.                                                                                | D-7-7630-0035 |      |
| Hainhofen (Standort) | Siedlung des Neolithikums.                                                                                      | D-7-7630-0092 |      |
| Hainhofen (Standort) | Siedlung der Hallstattzeit.                                                                                     | D-7-7630-0095 |      |
| Hainhofen (Standort) | Mittelalterliche und frühneuzeitliche Befunde im Bereich der Katholischen Pfarrkirche St. Stephan in Hainhofen. | D-7-7630-0134 |      |

### Bodendenkmäler in der Gemarkung Hammel
| Lage              | Objekt | Akten-Nr.     | Bild |
| ----------------- | --- | ------------- | ---- |
| Hammel (Standort) | Siedlung der Bronzezeit, Hallstatt- und Latènezeit sowie der römischen Kaiserzeit, Burgstall des Mittelalters. | D-7-7530-0056 |      |
| Hammel (Standort) | Burgstall des Mittelalters.                                                                                    | D-7-7530-0099 |      |
| Hammel (Standort) | Frühneuzeitliche Befunde im Bereich des Schlosses.                                                             | D-7-7530-0146 |      |

### Bodendenkmäler in der Gemarkung Horgauergreut
| Lage                     | Objekt                           | Akten-Nr.     | Bild |
| ------------------------ | -------------------------------- | ------------- | ---- |
| Horgauergreut (Standort) | Straße der römischen Kaiserzeit. | D-7-7630-0110 |      |

### Bodendenkmäler in der Gemarkung Neusäß
| Lage              | Objekt                                                                              | Akten-Nr.     | Bild |
| ----------------- | ----------------------------------------------------------------------------------- | ------------- | ---- |
| Neusäß (Standort) | Siedlung des Neolithikums und des Mittelalters.                                     | D-7-7531-0126 |      |
| Neusäß (Standort) | Körpergräber vor- und frühgeschichtlicher Zeitstellung.                             | D-7-7630-0043 |      |
| Neusäß (Standort) | Frühneuzeitliche Befunde im Bereich der Katholischen Kapelle St. Ägidius in Neusäß. | D-7-7631-0592 |      |

### Bodendenkmäler in der Gemarkung Ottmarshausen
| Lage                     | Objekt | Akten-Nr.     | Bild |
| ------------------------ | --- | ------------- | ---- |
| Ottmarshausen (Standort) | Trichtergruben vor- und frühgeschichtlicher oder mittelalterlicher Zeitstellung.                             | D-7-7630-0005 |      |
| Ottmarshausen (Standort) | Landwehr mittelalterlicher oder frühneuzeitlicher Zeitstellung.                                              | D-7-7630-0010 |      |
| Ottmarshausen (Standort) | Mittelalterliche und frühneuzeitliche Befunde im Bereich der abgegangenen Kirche St. Vitus in Ottmarshausen. | D-7-7630-0032 |      |
| Ottmarshausen (Standort) | Frühneuzeitliche Befunde im Bereich des ehemaligen Schlosses.                                                | D-7-7630-0114 |      |

### Bodendenkmäler in der Gemarkung Schlipsheim
| Lage                   | Objekt | Akten-Nr.     | Bild |
| ---------------------- | --- | ------------- | ---- |
| Schlipsheim (Standort) | Trichtergruben vor- und frühgeschichtlicher Zeitstellung.                                                                   | D-7-7630-0007 |      |
| Schlipsheim (Standort) | Frühneuzeitliche Befunde im Bereich der Kapelle St. Nikolaus von Tolentino und des abgebrochenen Schlosses von Schlipsheim. | D-7-7630-0137 |      |

### Bodendenkmäler in der Gemarkung Steppach b.Augsburg
| Lage                           | Objekt | Akten-Nr.     | Bild |
| ------------------------------ | --- | ------------- | ---- |
| Steppach b.Augsburg (Standort) | Befestigungsgraben vorgeschichtlicher Zeitstellung.                                                           | D-7-7630-0045 |      |
| Steppach b.Augsburg (Standort) | Mittelalterliche und frühneuzeitliche Befunde im Bereich der Katholischen Pfarrkirche St. Gallus in Steppach. | D-7-7630-0138 |      |
| Steppach b.Augsburg (Standort) | Frühneuzeitliche Befunde im Bereich der abgebrochenen Synagoge in Steppach.                                   | D-7-7630-0146 |      |

### Bodendenkmäler in der Gemarkung Täfertingen
| Lage                   | Objekt | Akten-Nr.     | Bild |
| ---------------------- | --- | ------------- | ---- |
| Täfertingen (Standort) | Burgstall des Mittelalters.                                                                                              | D-7-7530-0054 |      |
| Täfertingen (Standort) | Körpergräber des frühen Mittelalters.                                                                                    | D-7-7530-0055 |      |
| Täfertingen (Standort) | Siedlung der Urnenfelderzeit und der römischen Kaiserzeit.                                                               | D-7-7530-0094 |      |
| Täfertingen (Standort) | Mittelalterliche und frühneuzeitliche Befunde im Bereich der Katholischen Pfarrkirche Mariae Himmelfahrt in Täfertingen. | D-7-7530-0148 |      |
| Täfertingen (Standort) | Siedlung des Spätmittelalters und der frühen Neuzeit.                                                                    | D-7-7531-0160 |      |

### Bodendenkmäler in der Gemarkung Westheim b.Augsburg
| Lage                           | Objekt | Akten-Nr.     | Bild |
| ------------------------------ | --- | ------------- | ---- |
| Westheim b.Augsburg (Standort) | Burgstall des Mittelalters. | D-7-7630-0038 |      |
| Westheim b.Augsburg (Standort) | Töpferei der römischen Kaiserzeit.                                                                                                | D-7-7630-0039 |      |
| Westheim b.Augsburg (Standort) | Siedlung römischer Zeitstellung.                                                                                                  | D-7-7630-0044 |      |
| Westheim b.Augsburg (Standort) | Straße der römischen Kaiserzeit.                                                                                                  | D-7-7630-0111 |      |
| Westheim b.Augsburg (Standort) | Mittelalterliche und frühneuzeitliche Befunde im Bereich der Schlosskapelle St. Kosmas und Damian sowie des ehemaligen Schlosses. | D-7-7630-0140 |      |
| Westheim b.Augsburg (Standort) | Frühneuzeitliche Befunde im Bereich der Katholischen Wallfahrtskirche St. Maria Loreto bei Westheim.                              | D-7-7630-0144 |      |